# Dischidodactylus
Dischidodactylus is een geslacht van kikkers uit de superfamilie Brachycephaloidea. De wetenschappelijke naam van het geslacht werd in 1979 voorgesteld door John Douglas Lynch.
De plaatsing van het geslacht Dischidodactylus in een familie is onzeker, maar op basis van het werk van Padial et al. (2014) kiest AmphibiaWeb voor een voorlopige plaatsing in de familie Ceuthomantidae.
Er zijn twee soorten, die beide endemisch zijn in Venezuela.

## Soorten
- Dischidodactylus colonnelloi
- Dischidodactylus duidensis

Ceuthomantis ·
Dischidodactylus ·
Pristimantis ·
Tachiramantis ·
Yunganastes